# Ельронд
Е́льронд[джерело?], Е́лронд (англ. Elrond) Напівельф — один з головних персонажів легендаріуму Джона Р. Р. Толкіна, Володар Перснів. Правитель Рівендола.

## Походження
Син напівельфа Еаренділа (своєю чергою, сина ельфійки Ідріль и людини Туора) та напівельфійки Ельвінґ (дочки Діора, напівельфа, та ельфійки Німлот), брат Елроса, чоловік Келебріан, батько Арвен, Елладана і Елрогіра. Народився в Гаванях Сіріону в другій половині Першої Епохи.
Елронд походить з Трьох Родин Едайн, хоча в його жилах тече кров Ельдар та Майар, оскільки його пращурками були Ідріль Ґондолінська і Лютіен, дочка Меліан. Завдяки цьому він зміг сам вибрати свою долю і прийняв ельфійське безсмертя, на відміну від свого брата Елроса.
Якщо казати більш прагматично, то про походження Елронда можна сказати таке:
- в ньому 3/8 крові Едайн (людей): його дід Туор родом з Гілки Гадора, його прадід Берен — з Гілки Беора. Він також є нащадком другої Гілки Едайн — Гілка Галадіна через бабку Туора Гарет.
- в ньому 5/16 крові Сіндар, (ельфів) — від його бабусі Німлот і прапрадіда Тінґола.
- в ньому 5/32 крові Ваніар — від прабабусі Еленве и прапрапрабабусі Індіс, другої дружини Фінве.
- в ньому 3/32 крові Нолдор — від прадіда Турґона.
- в ньому 1/16 крові Майар — від прапрабабусі Меліан.

На додаток, Елронд є далеким родичем Араґорну, який є нащадком його брата Елроса, а також чоловіком його дочки Арвен.

## Біографія
У Війні Гніву Елронд разом із братом потрапив у полон до синів Феанора. Маґлор жаліючи синів Еаренділа, ставився до них з любов'ю. Дітей знайшли під час їхніх ігор в печері під водоспадом і завдяки цьому Елронд отримав своє ім'я, що означає ельф печери, хоча існує варіант перекладу — Зоряний небокрай). Після закінчення війни й зняття прокляття валар ельфи отримали можливість повернутися у Валінор. Багато ельфів скористались цією нагодою, але Елронд залишився з Ґіл-Ґаладом в Ліндоні.
Після вторгнення Саурона в Еріадор, вбивства Келебрімбора та закриття воріт Морії в середині Другої Епохи Елронд заснував фортецю Імладрис, яку люди називали Рівенділ. Ця фортеця стала головним ельфійським поселенням нолдорів у Еріадорі, а самого Елронда Ґіл-Ґалад призначив намісником Верховного Короля в Еріадорі. В поселенні лишилися жителі Ерегіону, що вижили, і залишки ельфійської армії, яку послав Ґіл-Ґалад на допомогу Ерегіону. Рівенділ був взятий в облогу армією Саурона, яка була знята лише після того, як основні сили Саурона розбили нуменорці. В час Третьої Епохи, після загибелі Ґіл-Ґалада Елронд зібрав в Імладрисі велику кількість ельфів та й інших могутніх і мудрих представників народів Середзем'я. Там він зберігав пам'ять про чудове минуле.
Разом з Ґіл-Ґаладом та Еленділом Елронд брав участь у Війні Останнього Союзу (Друга Епоха), допомагав союзникам у війні з Анґмаром і у Війні Персня (Третя Епоха).

## Знакова постать Середзем'я
Елронд мав мудрість ельдар і дар віщування. Тільки йому й Кірдану Корабелу відкрилися, по прибуттю в Середзем'я чаклуни-іста́рі. Він був членом Білої Ради, зібраної Ґаладріель для боротьби з Перснем та його володарем Сауроном. Елронд відразу відчув щось кепське, коли в Другу Епоху Саурон з'явився в Середзем'я в чудовому образі під ім'ям Аннатар, бо навіщував його повернення.

## Персні Середзем'я
Елронд бився з Сауроном поруч з Ісілдуром. Коли Ісілдур переміг Саурона і взяв Єдиний перстень, Елронд порадив знищити джерело сили Ворога в вогні Ородруіна. Але Ісілдур не став цього робити та забрав перстень як віру за вбитого батька і брата. Але перстень зрадив нового володаря: при поверненні в Арнор неподалеку від Ірисної Низини в заплаві Андуіна на дружину Ісілдура напали орки й перебили майже всіх воїнів короля, а також вбили самого Ісілдура, котрий намагався за допомогою Персня врятуватися втечею, але втратив його і був застрелений переслідувачами. Ті хто вижили з дружини Ісілдура прийшли в Імладріс, серед них — зброєносець Охтар, який приніс розламаний Нарсіл. Елронд навіщував, що меч не буде перекований, доки не знайдеться Перстень Влади й не повернеться Саурон.
Коли Саурон повернувся в вигляді Ока і став шукати Перстень, Елронд знову вирішив знищити віднайдений Перстень на Нараді в Рівенділі. Для виконання цієї місії та допомоги Фродо по його ініціативі було створено Братство Персня.
Як стало відомо ближче до кінця Третьої Епохи, Елронд володів одним з Трьох ельфійських Перснів, котрих не торкалася рука Саурона — Перснем Вілья, перснем Повітря, яке вважалося сильнішим серед Трьох.

## Родина
- Батько — Еаренділ
- Мати — Ельвінґ
- Брат — Елрос
- Дружина — Келебріан (дочка Келеборна і Ґаладріель)
- Діти — Елладан, Елрогір, Арвен
- Онук — Елдаріон (син Араґорна і Арвен)

## Адаптація образу
У мультфільмі Ренкіна й Бесса «Гобіт» (1977 р.) Елронда озвучував Кирил Річард; сам персонаж представлений у мультфільмі як високий стрункий ельф з сивою гострою борідкою і короною із зірок.
У мультфільмі Ральфа Бакші «Володар перснів» (1978 р.) роль Елронда зіграв Андре Морель.